# Place Pigalle
Die Place Pigalle ist ein Platz im 9. Arrondissement von Paris und gehört zu den bekanntesten Plätzen der Stadt.

## Lage und heutige Bedeutung
Die Place Pigalle ist kreisförmig mit einem Durchmesser von 70 m. Der Platz liegt auf der Hauptachse des Boulevard de Clichy unweit der Basilika Sacré-Cœur, am Fuße des Montmartre-Hügels. In den Platz münden außer dem Boulevard de Clichy noch die Rue Jean-Baptiste-Pigalle, Rue Frochot, Rue Duperré, Rue Houdon und Rue André Antoine.
Nach dem Platz ist das um ihn befindliche Vergnügungsviertel Pigalle benannt. In der Nähe liegt das weltberühmte Varieté-Theater Moulin Rouge. Pigalle steht heute als Synonym für das erotische, anrüchige und unterweltbelastete Paris. Das Viertel rund um die Place Pigalle und den Boulevard de Clichy ist heute als Rotlichtbezirk berüchtigt und ethnisch geprägt.
An der Place Pigalle liegt die Métrostation Pigalle der Metrolinien   und .

## Namensursprung
Der Platz wurde nach dem Bildhauer Jean-Baptiste Pigalle (1714–1785) benannt.

## Geschichte

Place Pigalle – Aufstand vom 18. März 1871

Der Platz wurde auf dem Gelände einer alten Zollstation angelegt und am 16. Januar 1789 eröffnet. Am 27. September 1826 wurde er nach einer Neugestaltung wieder eröffnet. Zunächst hieß er Place de la Barrière Montmartre nach einer Umzäunung (franz. Barrière), die hier den Montmartre von Paris aus Zollgründen abtrennte. Am 22. Mai 1862 präsentierte Architekt Gabriel Davioud in der Platzmitte sein Brunnenprojekt, das bis 1863 realisiert wurde.
Am 30. Dezember 1864 wurde der Platz in Place Pigalle umbenannt, nach der nahe gelegenen Rue Pigalle, der heutigen Rue Jean-Baptiste Pigalle, die nach dem Bildhauer Jean-Baptiste Pigalle benannt ist. Zu jener Zeit begann das Nachtleben, für das der Platz einstmals so berühmt war. In der Gegend siedelten sich Künstler wie Maler, Bildhauer oder Literaten an, die sich in Künstlercafés treffen konnten. Das berühmteste hiervon war das Café de la Nouvelle Athènes an der Place Pigalle 9, wo sich seit 1855 Künstler wie Edgar Degas, Édouard Manet, Vincent van Gogh oder Claude Monet einfanden. In einem Brief vom 29. Juni 1868 beschwerte sich die Direktion für Wasser und Kanalisation der Stadt Paris über den Brunnen: „Dieses Brunnenbecken sammelt allen Dreck und sogar Steine und Schutt vom Boulevard, Straßenarbeiter waschen sich darin, vom Markt fliegt der Fischabfall hinein.“ Die Folge war die Errichtung eines Gartens rund um den Brunnen, so dass der Brunnen nicht mehr unmittelbar zugänglich war. 
Dessen ungeachtet wuschen die hier in der Gegend untergebrachten deutschen Soldaten während der Besetzung im Deutsch-Französischen Krieg ab 22. Januar 1871 ihre Uniformen im Brunnen. Die Pariser Kommune machte die Place Pigalle und den nahen Montmartre ab 18. März 1871 zum Zentrum ihrer Revolutionsanstrengungen, als General Bernard de Susbielle mit etwa 6.000 Soldaten zum Montmartre zog. Hier standen 171 Kanonen, die letztlich beschlagnahmt wurden. An der Place Pigalle fielen die ersten Schüsse des Bürgerkriegs, wohl aber auch die einzigen. Auf der Place Pigalle wurde ein Hauptmann der Jägertruppen durch einen Schuss niedergestreckt. General Lecomte hatte viermal vergeblich seinen Truppen befohlen, auf Unbewaffnete an der Place Pigalle zu feuern; schließlich wurde er selbst erschossen. Bereits nach 20 Minuten waren die Gefechte an der Place Pigalle beendet.

## Sehenswürdigkeiten
- Nr. 1: Ehemaliges Café L’Abbaye de Thélème, bekannt als Ausstellungsort mehrerer Maler.
- Nr. 3: An der Ecke Avenue Frochot befand sich das Café Rat mort, das am Ende des 19. Jahrhunderts die ganze Nacht geöffnet war.
- Nr. 9: Standort des ehemaligen Cafés de la Nouvelle Athènes. Der Fotograf Paul Sescau (1858–1926) eröffnete in der oberen Etage 1896 sein zweites Atelier, um seiner Künstlerkundschaft näher zu sein. Das Café hieß zwischen 1920 und 1940 Le Sphynx und war ein Stripteaselokal. Unter dem Namen New Moon traten hier zwischen 1970 und 1980 Rockgruppen auf. Das Gebäude brannte 2004 und wurde abgerissen. Dieser Ort, seit mehr als dreißig Jahre im Besitz von Hélène Martini, war Gegenstand einer ernsthaften Studie in dem Buch, das Ende 2017 in Le Seuil von David Dufresne veröffentlicht wurde, Schriftsteller und ehemaliger Journalist insbesondere bei Libération.
- Nr. 11: Das bekannte italienische Theater Folies Pigalle wurde zum Kabarett, dann zum Kinosaal und ab 1991 zur Diskothek.

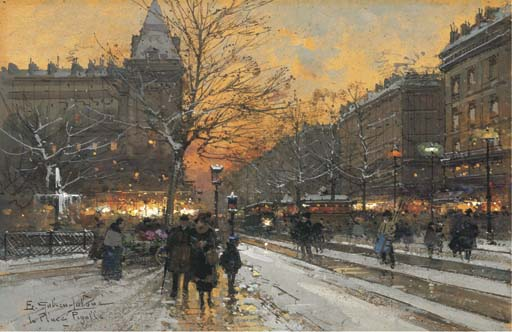
Eugène Galien-Laloue zugeschrieben, Place Pigalle (um 1910)
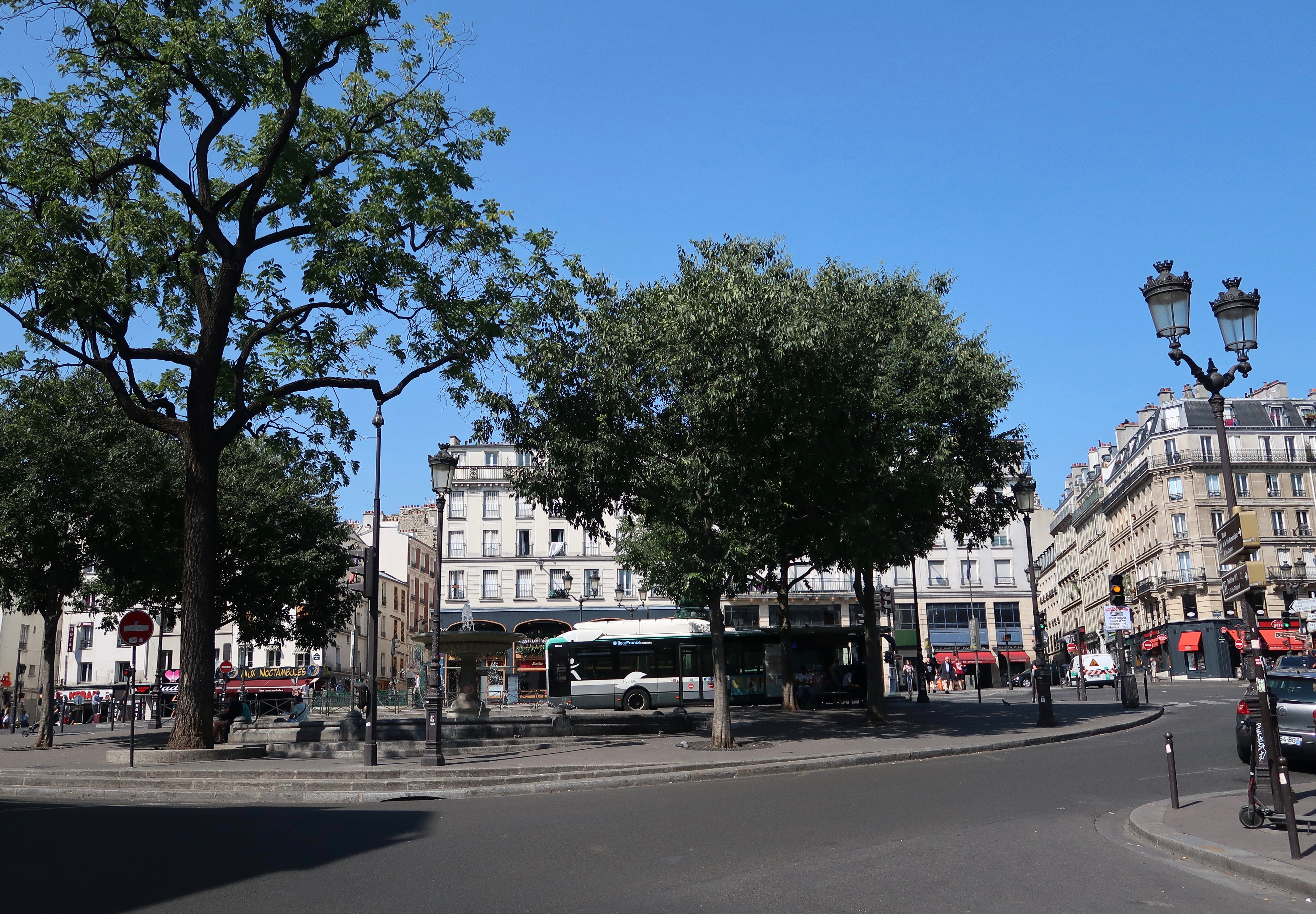
Der Platz zur Seite des 9. Arrondissements

## Der Platz in Film und Literatur
Der Platz und seine Umgebung wurden oft romantisierend besungen und in Kinofilmen präsentiert; Édith Piaf nannte ihre LP La Rue Pigalle (Titelsong Elle fréquentait la rue Pigalle; aufgenommen am 31. Mai 1939). Georges Ulmer beschreibt in seinem von ihm 1944 verfassten und am 29. September 1950 veröffentlichten Chanson im Musette-Stil die klischeehafte wesentliche Funktion des Platzes als „großer Markt der Liebe“. Es wurde in der berühmten Revue Folies Bergère uraufgeführt. Maurice Chevalier nahm den Titel Place Pigalle am 9. April 1946 auf, Bill Ramsey sang den Schlager-Evergreen Pigalle (Die große Mausefalle) (Musik: Heinz Gietz, Text: Hans Bradtke; aufgenommen am 10. Dezember 1960). Der Film Drei Uhr nachts (Premiere: 24. August 1956) spielt rund um den Platz. Der Streifen Pigalle (1. Februar 1995) schildert die schäbige, neonbeleuchtete Unterwelt der Gegend. Auch durch diese Lieder und Filme ist er zwar einer der bekanntesten Plätze von Paris, hat aber seine frühere Bedeutung eingebüßt. Das Kabarett und das Buch sind Gegenstand eines Kulturprogramms (kostenloser Download) im Oktober 2017 und am 1. Januar 2018 (France Culture).